# Euphorbia sennii
Euphorbia sennii är en törelväxtart som beskrevs av Emilio Chiovenda. Euphorbia sennii ingår i släktet törlar, och familjen törelväxter.
Artens utbredningsområde är Somalia. Inga underarter finns listade i Catalogue of Life.